# Aprilfeesten
De Aprilfeesten (Spaans: Feria de abril de Sevilla) worden gezien als de beroemdste en uitbundigste feesten van de Andalusische hoofdstad Sevilla. Meestal worden deze feesten twee weken na Semana Santa gehouden.

## Oorsprong
De Aprilfeesten vinden hun oorsprong in 1847. In die periode werden de Aprilfeesten gezien als veemarkten.

## Locatie
Het feest vindt jaarlijks plaats tussen de wijken Los Remedios en Tablada, aan de westelijke oever van de rivier de Guadalquivir, waar het afgesloten terrein Campo de Feria ligt. Dit terrein is een miljoen vierkante meter groot en bestaat uit 15 straten en 26 wijken. Verdeeld over dit terrein zijn tijdens het feest ruim duizend feesttenten te vinden waarin diverse verenigingen en volksgroepen flamencodansen, eten, drinken en zingen.

## Activiteiten
Het feest wordt op maandag middernacht, de nacht die ook wel bekendstaat als la noche del pescaíto (nacht van de vis), geopend met de zogeheten lunes del alumbrao. Vervolgens keert, gedurende zes dagen, iedere dag de Paseo de Caballos terug, tijdens welke optocht diverse koetsen en ruiters door de wijk tot het eindpunt in de stierenarena Plaza de la Maestranza rijden. In deze arena worden vervolgens stierengevechten gehouden. Aan het eind van de week, zaterdagnacht, komt het feest ten einde na een vuurwerkshow.